# هارون روزنبرغ
هارون روزنبرغ (بالإنجليزية: Aaron Rosenberg)‏ هو لاعب كرة قدم أمريكية ومنتج أفلام ومخرج أمريكي، ولد في 26 أغسطس 1912 في بروكلين في الولايات المتحدة، وتوفي في 1 سبتمبر 1979 في توررانسي في الولايات المتحدة.

## وصلات خارجية
- هارون روزنبرغ على موقع IMDb (الإنجليزية)
- هارون روزنبرغ على موقع ألو سيني (الفرنسية)
- هارون روزنبرغ على موقع أول موفي (الإنجليزية)
- هارون روزنبرغ على موقع قاعدة بيانات الأفلام السويدية (السويدية)
- هارون روزنبرغ على موقع قاعدة بيانات الفيلم (الإنجليزية)
- هارون روزنبرغ على موقع كينوبويسك (الروسية)
- هارون روزنبرغ على موقع كينوبويسك (الروسية)